# Simianne
Simianne (en (ucraïnès): Сім'яне, en rus: Семенное) és un poble de la República Autònoma de Crimea, a Ucraïna, que el 2014 tenia 717 habitants. Pertany al districte de Nijnegorski. Fins al 1948 la vila es deia Beixaran.